# A Jackass bemutatja: Rossz nagyapó
A Jackass bemutatja: Rossz nagyapó (eredeti cím: Jackass Presents: Bad Grandpa) 2013-ban bemutatott amerikai rejtett kamerás filmvígjáték, amelynek rendezője Jeff Tremaine, forgatókönyvírói Tremaine, Spike Jonze és Johnny Knoxville. Tremaine rendezője és írója Jeff Tremaine, Spike Jonze és Johnny Knoxville. A Jackass-franchise második olyan filmje, amely a „Jackass Presents” címet viseli. A főszerepben Johnny Knoxville és Jackson Nicoll, gyártói az MTV Films és a Dickhouse Productions, forgalmazója pedig a Paramount Pictures. A filmet 2013. október 25-én mutatták be. A Rossz nagyapó egy kötetlen narratívával rendelkezik, amely összeköti a mutatványokat és a csínyeket (a Boratra emlékeztető módon), ellentétben a három eredeti Jackass-filmmel, amelyeknek nem volt története.
A film lett a Jackass filmsorozat első olyan része, amelyet Oscar-díjra jelöltek: Stephen Prouty sminkmestert a 86. Oscar-díjkiosztón a legjobb smink és frizura kategóriában jelölték. A folytatás, a Mindörökké Jackass 2022-ben jelenik meg, amelyben Knoxville ismét szerepet kap, és saját magát alakítja.

## Cselekmény
A nyolcvanhat éves Irving Zisman a legvalószínűtlenebb társával, nyolcéves unokájával, Billyvel utazik keresztül Amerikán. A Jackass szereplői, Irving Zisman (Johnny Knoxville) és Billy (Jackson Nicoll) a valaha kamerával rögzített legőrültebb rejtett kamerás útra viszik magukkal a mozinézőket. Irving útközben olyan emberekkel, helyekkel és helyzetekkel ismerteti meg a fiatal és befolyásolható Billyt, amelyek új értelmet adnak a „gyereknevelés” kifejezésnek. A duó férfi sztriptíztáncosokkal találkozik, elégedetlen gyermekszépségversenyzőkkel, ravatalozói gyászolókkal, motorosbárok vendégeivel és egy halom gyanútlan polgárral.

## Szereplők
- Johnny Knoxville – Irving Zisman[10]

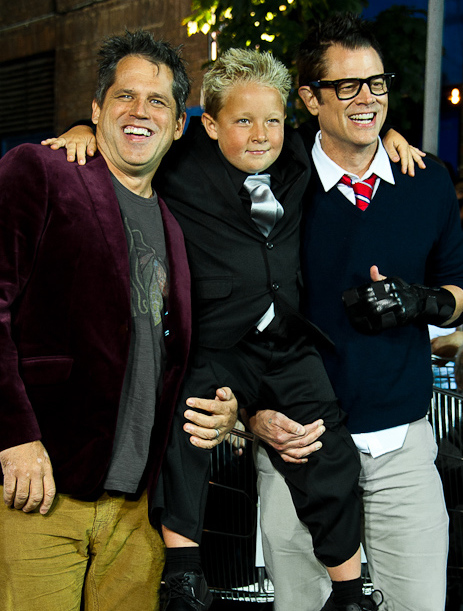
Jeff Tremaine, Johnny Knoxville és Jackson Nicoll a film bemutatóján

- Jackson Nicoll – Billy Zisman-Muskie[10]
- Greg Harris – Chuck Muskie
- Georgina Cates – Kimmie Zisman
- Kamber Hejlik – Doktor
- Jill Kill – Szépségverseny riporter
- Madison Davis – Juggalo lány
- George Faughnan – Juggalo fickó
- Grasie Mercedes – Hosztess
- Marilynn Allain – Recepciós
- Jack Polick – Temetkezési alkalmazott
- Spike Jonze – Gloria
- Catherine Keener – Ellie Zisman

## Bevétel
A Jackass bemutatja: Rossz nagyapó 102 003 019 dollár bevételt hozott Észak-Amerikában, és 48 900 000 dollárt más országokban, összesen világszerte 150 903 019 dollárt gyűjtött. Észak-Amerikában a film az első hétvégén 32 055 177 dollárral az első helyen nyitott. A második hétvégén a második helyre esett vissza, további 20 010 303 dolláros bevétellel. A harmadik hétvégén a második helyen maradt, 11 326 977 dolláros bevétellel. A negyedik hétvégén a film az ötödik helyre esett vissza, 7 421 536 dolláros bevétellel.

## Folytatás
A folytatást Jackass Forever címmel 2022. február 4-én mutatják be, amelyben Knoxville visszatér Irving Zisman szerepében, és az előző filmekből ismert önmagaként jelenik meg.

## Fordítás
- Ez a szócikk részben vagy egészben  a   Jackass Presents: Bad Grandpa című angol Wikipédia-szócikk fordításán alapul.  Az eredeti cikk szerkesztőit annak laptörténete sorolja fel. Ez a jelzés csupán a megfogalmazás eredetét és a szerzői jogokat jelzi, nem szolgál a cikkben szereplő információk forrásmegjelöléseként.